# Break Free (singel)
Break Free – singel amerykańskiej piosenkarki Ariany Grande, wydany 3 lipca 2014 roku nakładem wytwórni fonograficznej Republic Records. W piosence gościnnie wystąpił niemiecki muzyk Zedd. Utwór został wydany jako drugi singel promujący album My Everything.

## Teledysk
Teledysk został nakręcony w dniach 10-12 czerwca 2014 roku, a jego reżyserią zajął się Chris Marrs Piliero. Tematyką wideoklipu jest kosmos, Ariana stwierdziła, że teledysk jest inspirowany filmem science fiction z 1968 roku Barbarella i Gwiezdnymi wojnami. W wideo wystąpił Zedd.
Oficjalna premiera teledysku miała miejsce 12 sierpnia 2014 roku na portalu YouTube. Telewizyjna premiera wideoklipu odbyła się trzy dni później na kanale Disney Channel.

## Listy utworów i formaty singla
- Digital download[7]

1. "Break Free" – 3:34

## Notowania
| Lista(2014)                                             | Najwyższa pozycja |
| ------------------------------------------------------- | ----------------- |
| Australia (ARIA Charts)                                 | 3                 |
| Australia (Dance)                                       | 1                 |
| Austria (Ö3 Austria Top 40)                             | 5                 |
| Belgia (Ultratop 50 Flandria)                           | 13                |
| Belgia (Ultratop 50 Walonia)                            | 2                 |
| Kanada (Canadian Hot 100)                               | 5                 |
| Korea Południowa (Gaon Chart)                           | 12                |
| Dania (Tracklisten)                                     | 27                |
| Szkocja (The Official Charts Company)                   | 14                |
| Słowacja (IFPI Slovenská Republika)                     | 22                |
| Hiszpania(Productores de Música de España)              | 16                |
| Francja (Syndicat national de l’édition phonographique) | 27                |
| Finlandia (Suomen virallinen lista)                     | 4                 |
| Grecja (Greece Digital Songs)                           | 3                 |
| Izrael (Media Forest)                                   | 1                 |
| Irlandia (IRMA)                                         | 9                 |
| Japonia (Japan Hot 100)                                 | 19                |
| Niemcy (Media Control Charts)                           | 12                |
| Norwegia (VG-Lista)                                     | 4                 |
| Nowa Zelandia (NZ Top 40 Singles)                       | 5                 |
| Holandia (MegaCharts)                                   | 3                 |
| Polska (Dance Top 50)                                   | 19                |
| Polska (AirPlay – Top)                                  | 9                 |
| Czechy (IFPI Ceská Republika)                           | 3                 |
| Szwajcaria (Schweizer Hitparade)                        | 15                |
| Szwecja (Sverigetopplistan)                             | 6                 |
| Europa (Euro Digital Songs)                             | 15                |
| Wenezuela (Record Report)                               | 2                 |
| Wielka Brytania (UK Singles Chart)                      | 16                |
| Stany Zjednoczone (Billboard Hot 100)                   | 4                 |
| Stany Zjednoczone (Adult Contemporary)                  | 26                |
| Stany Zjednoczone (Hot Dance Club Songs)                | 3                 |
| Stany Zjednoczone (Top 40 Mainstream)                   | 4                 |
| Stany Zjednoczone (Rhythmic)                            | 15                |

| Kraj                     | Certyfikat | Sprzedaż   |
| ------------------------ | ---------- | ---------- |
| Australia (ARIA)         | Platyna    | 70 000+    |
| Nowa Zelandia (RMNZ)     | Złoto      | 7500+      |
| Szwecja (GLF)            | 2x Platyna | 80 000+    |
| Stany Zjednoczone (RIAA) |            | 1 000 000+ |
| Wielka Brytania (BPI)    | Srebro     | 200 000+   |
| Włochy (FIMI)            | Złoto      | 15 000+    |

## Historia wydania
| Kraj              | Data            | Format                 | Wytwórnia        |
| ----------------- | --------------- | ---------------------- | ---------------- |
| Stany Zjednoczone | 3 lipca 2014    | Digital download       | Republic Records |
| Francja           | 4 lipca 2014    | Digital download       | Republic Records |
| Włochy            | 4 lipca 2014    | Digital download       | Republic Records |
| Japonia           | 4 lipca 2014    | Digital download       | Republic Records |
| Stany Zjednoczone | 8 lipca 2014    | Contemporary hit radio | Republic Records |
| Stany Zjednoczone | 8 lipca 2014    | Rhythmic contemporary  | Republic Records |
| Wielka Brytania   | 6 sierpnia 2014 | Digital download       | Republic Records |
| Irlandia          | 6 sierpnia 2014 | Digital download       | Republic Records |